# Break Every Rule World Tour
Tournées par Tina Turner
Private Dancer Tour
(1985) Foreign Affair: The Farewell Tour
(1990)
Le Break Every Rule World Tour est la deuxième tournée mondiale de l'artiste américaine Tina Turner qui promeut son sixième album Break Every Rule.
La tournée est sponsorisée par Pepsi-Cola et a battu des records de ventes dans 13 pays différents. Cette tournée a battu le record de fréquentation pour une artiste féminine avec plus de 4 millions de spectateurs.

## Déroulement
À l'origine, la tournée était annoncée comme la dernière de Tina Turner. Dans une interview à Jet Magazine elle a déclaré : « C'est ma dernière tournée pour l'instant. Il n'y aura probablement pas de tournée avec le prochain album parce que je veux consacrer un peu de temps à ma carrière cinématographique. Mais je n'ai pas l'intention de prendre ma retraite. ».
La tournée européenne débute le 4 mars 1987 à guichets fermés devant plus de 15 000 spectateurs à l'Olympiahalle de Munich, en Allemagne, où Turner se produira sept fois de plus pendant la tournée. Durant les premiers concerts, son titre signature Proud Mary ne figure pas sur la setlist, Turner évitant  la chanson parce qu'elle l'avait joué pendant tant d'années. Ce n'est que lors de sa performance à l'Ahoy Rotterdam qu'elle a intégré le titre dans la setlist. 

Le concert le plus mémorable et le plus inhabituel pour Turner s'est déroulé à Locarno, en Suisse où la scène avait été construite dans le centre de la ville. Turner se souvient : « La scène était littéralement au milieu de la rue, entourée d'immeubles d'habitation, avec des parents et des petits enfants assis sur leurs balcons dans leurs robes de chambre ». 

Avant ses concerts au Johanneshov Isstadion en Suède, Turner souffre d'une sinusite et doit annuler ses représentations. Tous les billets avaient été vendus et quand le promoteur est monté sur scène pour annoncer au public que le show n'aurait pas lieu, les 13 000 personnes présentes ont applaudi avec compréhension au lieu de huer. Quand Turner est revenue, elle a joué devant un public encore plus grand. 

En Irlande, Turner a attiré une foule immense de plus de 60 000 personnes. Au cours de ce concert, l’artiste a presque arrêté le spectacle à cause de fans des premiers rangs qui se faisaient écraser par la foule. 
La tournée européenne s'est terminée le 26 juillet 1987 là où elle avait commencée, à Munich. Turner se souvient : « Notre plus grande foule est venue vers la fin de la tournée à Munich. Nous avions déjà joué huit fois en indoor devant environ 120 000 personnes, et une fois que j'ai été dans une ville, je suis toujours réticente à revenir peu de temps après. Ensuite, nous avons attiré 100 000 autres personnes en plein air, j'ai été vraiment étonnée. C'était comme les Rolling Stones quand ils ont attiré ces énormes foules. »
C'est en Allemagne que la tournée s'est avérée la plus réussie, Turner y ayant joué plus de 40 spectacles. Elle rappelle que l'Allemagne a toujours été « spéciale » pour elle. La tournée européenne elle-même a déplacé plus de 1,7 million de personnes, plus que toute autre tournée auparavant. La tournée a continué à battre des records en Amérique du Sud : Turner a attiré plus de 180 000 spectateurs au stade Maracanã de Rio de Janeiro, l'une des plus fortes affluences au XXe siècle pour un concert.

## Première partie
- Glass Tiger[6] ;
- Level 42 (Amérique du Nord, certaines dates)[7] ;
- Wang Chung (Amérique du Nord, certaines dates)[7] ;
- Dragon (Stuttgart).

## Setlist
1. What You Get Is What You See
2. Break Every Rule
3. I Can't Stand the Rain
4. Typical Male
5. Acid Queen
6. Girls
7. Two People
8. Back Where You Started
9. Better Be Good to Me
10. Addicted to Love
11. Private Dancer
12. We Don't Need Another Hero
13. What's Love Got to Do with It
14. Help
15. Let's Stay Together
16. Proud Mary
17. Show Some Respect
18. It's Only Love
19. Overnight Sensation
20. Nutbush City Limits
21. Paradise Is Here

## Dates
| Date               | Ville            | Pays       | Site                                       |        |        |
| Europe             | Europe           | Europe     | Europe                                     | Europe | Europe |
| ------------------ | ---------------- | ---------- | ------------------------------------------ | ------ | ------ |
| 4 mars 1987        | Munich           | Allemagne  | Olympiahalle                               |        |        |
| 5 mars 1987        | Munich           | Allemagne  | Olympiahalle                               |        |        |
| 6 mars 1987        | Nuremberg        | Allemagne  | Frankenhalle                               |        |        |
| 7 mars 1987        | Nuremberg        | Allemagne  | Frankenhalle                               |        |        |
| 8 mars 1987        | Berlin           | Allemagne  | Deutschlandhalle                           |        |        |
| 9 mars 1987        | Berlin           | Allemagne  | Deutschlandhalle                           |        |        |
| 10 mars 1987       | Francfort        | Allemagne  | Festhalle Frankfurt                        |        |        |
| 12 mars 1987       | Francfort        | Allemagne  | Festhalle Frankfurt                        |        |        |
| 13 mars 1987       | Francfort        | Allemagne  | Festhalle Frankfurt                        |        |        |
| 14 mars 1987       | Francfort        | Allemagne  | Festhalle Frankfurt                        |        |        |
| 15 mars 1987       | Francfort        | Allemagne  | Festhalle Frankfurt                        |        |        |
| 16 mars 1987       | Francfort        | Allemagne  | Festhalle Frankfurt                        |        |        |
| 17 mars 1987       | Hambourg         | Allemagne  | Alsterdorfer Sporthalle                    |        |        |
| 20 mars 1987       | Stockholm        | Suède      | Johanneshov Isstadion                      |        |        |
| 21 mars 1987       | Stockholm        | Suède      | Johanneshov Isstadion                      |        |        |
| 22 mars 1987       | Göteborg         | Suède      | Scandinavium                               |        |        |
| 29 mars 1987       | Paris            | France     | Palais Omnisports de Paris-Bercy           |        |        |
| 30 mars 1987       | Paris            | France     | Palais Omnisports de Paris-Bercy           |        |        |
| 31 mars 1987       | Paris            | France     | Palais Omnisports de Paris-Bercy           |        |        |
| 1er avril 1987     | Anvers           | Belgique   | Sportpaleis                                |        |        |
| 3 avril 1987       | Rotterdam        | Pays-Bas   | Ahoy Rotterdam                             |        |        |
| 4 avril 1987       | Rotterdam        | Pays-Bas   | Ahoy Rotterdam                             |        |        |
| 5 avril 1987       | Rotterdam        | Pays-Bas   | Ahoy Rotterdam                             |        |        |
| 6 avril 1987       | Rotterdam        | Pays-Bas   | Ahoy Rotterdam                             |        |        |
| 7 avril 1987       | Oldenbourg       | Allemagne  | Weser-Ems Halle                            |        |        |
| 9 avril 1987       | Dortmund         | Allemagne  | Westfalenhalle                             |        |        |
| 10 avril 1987      | Dortmund         | Allemagne  | Westfalenhalle                             |        |        |
| 11 avril 1987      | Dortmund         | Allemagne  | Westfalenhalle                             |        |        |
| 12 avril 1987      | Dortmund         | Allemagne  | Westfalenhalle                             |        |        |
| 14 avril 1987      | Munich           | Allemagne  | Olympiahalle                               |        |        |
| 15 avril 1987      | Munich           | Allemagne  | Olympiahalle                               |        |        |
| 16 avril 1987      | Munich           | Allemagne  | Olympiahalle                               |        |        |
| 18 avril 1987      | Munich           | Allemagne  | Olympiahalle                               |        |        |
| 19 avril 1987      | Munich           | Allemagne  | Olympiahalle                               |        |        |
| 21 avril 1987      | Zurich           | Suisse     | Hallenstadion                              |        |        |
| 22 avril 1987      | Zurich           | Suisse     | Hallenstadion                              |        |        |
| 23 avril 1987      | Zurich           | Suisse     | Hallenstadion                              |        |        |
| 24 avril 1987      | Zurich           | Suisse     | Hallenstadion                              |        |        |
| 28 avril 1987      | Mannheim         | Allemagne  | Eisstadion am Friedrichspark               |        |        |
| 29 avril 1987      | Mannheim         | Allemagne  | Eisstadion am Friedrichspark               |        |        |
| 30 avril 1987      | Mannheim         | Allemagne  | Eisstadion am Friedrichspark               |        |        |
| 1er mai 1987       | Hanovre          | Allemagne  | Eisstadion am Pferdeturm                   |        |        |
| 2 mai 1987         | Hanovre          | Allemagne  | Eisstadion am Pferdeturm                   |        |        |
| 4 mai 1987         | Stuttgart        | Allemagne  | Hanns-Martin-Schleyer-Halle                |        |        |
| 5 mai 1987         | Stuttgart        | Allemagne  | Hanns-Martin-Schleyer-Halle                |        |        |
| 6 mai 1987         | Stuttgart        | Allemagne  | Hanns-Martin-Schleyer-Halle                |        |        |
| 7 mai 1987         | Stuttgart        | Allemagne  | Hanns-Martin-Schleyer-Halle                |        |        |
| 9 mai 1987         | Vienne           | Autriche   | Wiener Stadthalle                          |        |        |
| 10 mai 1987        | Vienne           | Autriche   | Wiener Stadthalle                          |        |        |
| 11 mai 1987        | Vienne           | Autriche   | Wiener Stadthalle                          |        |        |
| 17 mai 1987        | Madrid           | Espagne    | Rockódromo de la Casa de Campo             |        |        |
| 19 mai 1987        | Valence          | Espagne    | Stade de Mestalla                          |        |        |
| 21 mai 1987        | Barcelone        | Espagne    | Plaça Monumental                           |        |        |
| 23 mai 1987        | Verone           | Italie     | Arènes de Vérone                           |        |        |
| 26 mai 1987        | Montpellier      | France     | Zénith Sud                                 |        |        |
| 27 mai 1987        | Lyon             | France     | Palais des Sports de Gerland               |        |        |
| 28 mai 1987        | Nimègue          | Pays-Bas   | Stade de Goffert                           |        |        |
| 30 mai 1987        | Dublin           | Irlande    | RDS Arena                                  |        |        |
| 1er juin 1987      | Glasgow          | Écosse     | Scottish Exhibition and Conference Centre  |        |        |
| 2 juin 1987        | Glasgow          | Écosse     | Scottish Exhibition and Conference Centre  |        |        |
| 3 juin 1987        | Glasgow          | Écosse     | Scottish Exhibition and Conference Centre  |        |        |
| 5 juin 1987        | Birmingham       | Angleterre | NEC Arena                                  |        |        |
| 6 juin, 1987       | Birmingham       | Angleterre | NEC Arena                                  |        |        |
| 7 juin 1987        | Birmingham       | Angleterre | NEC Arena                                  |        |        |
| 8 juin 1987        | Birmingham       | Angleterre | NEC Arena                                  |        |        |
| 11 juin 1987       | Londres          | Angleterre | Wembley Arena                              |        |        |
| 12 juin 1987       | Londres          | Angleterre | Wembley Arena                              |        |        |
| 13 juin 1987       | Londres          | Angleterre | Wembley Arena                              |        |        |
| 14 juin 1987       | Londres          | Angleterre | Wembley Arena                              |        |        |
| 16 juin 1987       | Londres          | Angleterre | Wembley Arena                              |        |        |
| 17 juin 1987       | Londres          | Angleterre | Wembley Arena                              |        |        |
| 18 juin 1987       | Londres          | Angleterre | Wembley Arena                              |        |        |
| 20 juin 1987       | Oslo             | Norvège    | Valle Hovin                                |        |        |
| 21 juin 1987       | Karlsruhe        | Allemagne  | Wildparkstadion                            |        |        |
| 24 juin 1987       | Graz             | Autriche   | Eisstadion Graz-Liebenau                   |        |        |
| 27 juin 1987       | Bâle             | Suisse     | Stade Saint-Jacques                        |        |        |
| 28 juin 1987       | Munich           | Allemagne  | Galopprennbahn Hoppegarten                 |        |        |
| 30 juin 1987       | Hanovre          | Allemagne  | Eisstadion am Pferdeturm                   |        |        |
| 2 juillet 1987     | Berlin           | Allemagne  | Waldbühne (Berlin)                         |        |        |
| 3 juillet 1987     | Hambourg         | Allemagne  | Volksparkstadion                           |        |        |
| 4 juillet 1987     | Essen            | Allemagne  | Georg-Melches-Stadion                      |        |        |
| 5 juillet 1987     | Copenhague       | Danemark   | Københavns Idrætspark                      |        |        |
| 8 juillet 1987     | Locarno          | Suisse     | Piazza Grande                              |        |        |
| 9 juillet 1987     | Annecy-le-Vieux  | France     | Rugby-Club d'Annecy-le-Vieux               |        |        |
| 11 juillet 1987    | Fréjus           | France     | Arènes de Fréjus                           |        |        |
| 13 juillet 1987    | Nîmes            | France     | Arènes de Nîmes                            |        |        |
| 15 juillet 1987    | Dax              | France     | Stade Maurice-Boyau                        |        |        |
| 16 juillet 1987    | Bilbao           | Espagne    | Plaza de toros de Vista Alegre             |        |        |
| 18 juillet 1987    | Malaga           | Espagne    | Estadio Municipal de Marbella              |        |        |
| Asie               |                  |            |                                            |        |        |
| 21 juillet 1987    | Tel Aviv         | Israël     | Parc Hayarkon                              |        |        |
| 22 juillet 1987    | Tel Aviv         | Israël     | Parc Hayarkon                              |        |        |
| Europe             |                  |            |                                            |        |        |
| 24 juillet 1987    | Ostende          | Belgique   | Aéroport d'Ostende-Bruges                  |        |        |
| 25 juillet 1987    | Nürburg          | Allemagne  | Nürburgring                                |        |        |
| July 26, 1987      | Giessen          | Allemagne  | Waldstadion Giessen                        |        |        |
| Amérique du Nord   |                  |            |                                            |        |        |
| 10 août 1987       | Portland         | États-Unis | Cumberland County Civic Center             |        |        |
| 12 août 1987       | Wantagh          | États-Unis | Jones Beach Theater                        |        |        |
| 13 août 1987       | Wantagh          | États-Unis | Jones Beach Theater                        |        |        |
| 15 août 1987       | Lake Placid      | États-Unis | Herb Brooks Arena                          |        |        |
| 17 août 1987       | Holmdel          | États-Unis | Garden State Arts Center                   |        |        |
| 18 août 1987       | Holmdel          | États-Unis | Garden State Arts Center                   |        |        |
| 19 août 1987       | Mansfield        | États-Unis | Great Woods Center for the Performing Arts |        |        |
| 20 août 1987       | Mansfield        | États-Unis | Great Woods Center for the Performing Arts |        |        |
| 22 août 1987       | Columbia         | États-Unis | Merriweather Post Pavilion                 |        |        |
| 23 août 1987       | Columbia         | États-Unis | Merriweather Post Pavilion                 |        |        |
| 24 août 1987       | New York         | États-Unis | Madison Square Garden                      |        |        |
| 25 août 1987       | Philadelphie     | États-Unis | The Spectrum                               |        |        |
| 27 août 1987       | Montréal         | Canada     | Forum de Montréal                          |        |        |
| 29 août 1987       | Toronto          | Canada     | Stade de l'Exposition nationale            |        |        |
| 30 août 1987       | Ottawa           | Canada     | Stade TD Place                             |        |        |
| 31 août 1987       | Saratoga Springs | États-Unis | Saratoga Performing Arts Center            |        |        |
| 1er septembre 1987 | Geddes           | États-Unis | New York State Fairgrounds                 |        |        |
| 2 septembre 1987   | Rochester        | États-Unis | Rochester Community War Memorial           |        |        |
| 4 septembre 1987   | Clarkston        | États-Unis | Pine Knob Music Theatre                    |        |        |
| 5 septembre 1987   | Clarkston        | États-Unis | Pine Knob Music Theatre                    |        |        |
| 6 septembre 1987   | Charlevoix       | États-Unis | Castle Farms                               |        |        |
| 9 septembre 1987   | Cuyahoga Falls   | États-Unis | Blossom Music Center                       |        |        |
| 10 septembre 1987  | Dayton           | États-Unis | University of Dayton Arena                 |        |        |
| 11 septembre 1987  | Hoffman Estates  | États-Unis | Poplar Creek Music Theater                 |        |        |
| 12 septembre 1987  | Hoffman Estates  | États-Unis | Poplar Creek Music Theater                 |        |        |
| 13 septembre 1987  | Milwaukee        | États-Unis | Marcus Amphitheater                        |        |        |
| 14 septembre 1987  | East Troy        | États-Unis | Alpine Valley Music Theatre                |        |        |
| 16 septembre 1987  | Saint-Louis      | États-Unis | Kiel Auditorium                            |        |        |
| 17 septembre 1987  | Johnson City     | États-Unis | ETSU Memorial Center                       |        |        |
| 19 septembre 1987  | Augusta          | États-Unis | Augusta-Richmond County Civic Center       |        |        |
| 20 septembre 1987  | Albany           | États-Unis | Albany Civic Center                        |        |        |
| 22 septembre 1987  | Montgomery       | États-Unis | Garrett Coliseum                           |        |        |
| 23 septembre 1987  | Pensacola        | États-Unis | Pensacola Civic Center                     |        |        |
| 26 septembre 1987  | Athens           | États-Unis | Convocation Center                         |        |        |
| 30 septembre 1987  | Portland         | États-Unis | Portland Memorial Coliseum                 |        |        |
| 2 octobre 1987     | Costa Mesa       | États-Unis | Pacific Amphitheatre                       |        |        |
| 4 octobre 1987     | Tacoma           | États-Unis | Tacoma Dome                                |        |        |
| 5 octobre 1987     | Vancouver        | Canada     | Pacific Coliseum                           |        |        |
| 7 octobre 1987     | Calgary          | Canada     | Olympic Saddledome                         |        |        |
| 8 octobre 1987     | Edmonton         | Canada     | Northlands Coliseum                        |        |        |
| 10 octobre 1987    | Winnipeg         | Canada     | Winnipeg Arena                             |        |        |
| 13 octobre 1987    | Saint Paul       | États-Unis | Saint Paul Civic Center Arena              |        |        |
| 15 octobre 1987    | Carbondale       | États-Unis | SIU Arena                                  |        |        |
| 16 octobre 1987    | Peoria           | États-Unis | Carver Arena                               |        |        |
| 17 octobre 1987    | Kansas City      | États-Unis | Kemper Arena                               |        |        |
| 18 octobre 1987    | Ames             | États-Unis | Hilton Coliseum                            |        |        |
| 21 octobre 1987    | Rockford         | États-Unis | Rockford MetroCentre                       |        |        |
| 22 octobre 1987    | Fort Wayne       | États-Unis | War Memorial Coliseum                      |        |        |
| 23 octobre 1987    | West Lafayette   | États-Unis | Elliott Hall of Music                      |        |        |
| 24 octobre 1987    | Louisville       | États-Unis | Freedom Hall                               |        |        |
| 27 octobre 1987    | Charlotte        | États-Unis | Charlotte Coliseum                         |        |        |
| 29 octobre 1987    | Mursfreesboro    | États-Unis | Murphy Center                              |        |        |
| 30 octobre 1987    | Chattanooga      | États-Unis | UTC Arena                                  |        |        |
| 31 octobre 1987    | Knoxville        | États-Unis | Stokely Athletic Center                    |        |        |
| 1er novembre 1987  | Charleston       | États-Unis | Charleston Civic Center                    |        |        |
| 4 novembre 1987    | Pittsburgh       | États-Unis | Civic Arena                                |        |        |
| 5 novembre 1987    | Richmond         | États-Unis | Richmond Coliseum                          |        |        |
| 6 novembre 1987    | Chapel Hill      | États-Unis | UNC Smith Center                           |        |        |
| 7 novembre 1987    | Hampton          | États-Unis | Hampton Coliseum                           |        |        |
| 8 novembre 1987    | Columbia         | États-Unis | Carolina Coliseum                          |        |        |
| 11 novembre 1987   | Atlanta          | États-Unis | Omni Coliseum                              |        |        |
| 12 novembre 1987   | Daytona Beach    | États-Unis | Ocean Center Arena                         |        |        |
| 13 novembre 1987   | Pembroke Pines   | États-Unis | Hollywood Sportatorium                     |        |        |
| 14 novembre 1987   | Tampa            | États-Unis | USF Sun Dome                               |        |        |
| 15 novembre 1987   | Tallahassee      | États-Unis | Tallahassee-Leon County Civic Center       |        |        |
| 18 novembre 1987   | Huntsville       | États-Unis | Von Braun Civic Center                     |        |        |
| 19 novembre 1987   | Memphis          | États-Unis | Mid-South Coliseum                         |        |        |
| 20 novembre 1987   | Birmingham       | États-Unis | BJCC Coliseum                              |        |        |
| 21 novembre 1987   | Mobile           | États-Unis | Mobile Municipal Auditorium                |        |        |
| 25 novembre 1987   | Houston          | États-Unis | The Summit                                 |        |        |
| 27 novembre 1987   | San Antonio      | États-Unis | HemisFair Arena                            |        |        |
| 28 novembre 1987   | Austin           | États-Unis | Frank Erwin Center                         |        |        |
| 29 novembre 1987   | Dallas           | États-Unis | Reunion Arena                              |        |        |
| 4 décembre 1987    | Lubbock          | États-Unis | Lubbock Municipal Coliseum                 |        |        |
| 5 décembre 1987    | Albuquerque      | États-Unis | Tingley Coliseum                           |        |        |
| 6 décembre 1987    | Tempe            | États-Unis | ASU Activity Center                        |        |        |
| 7 décembre 1987    | Tucson           | États-Unis | TCC Arena                                  |        |        |
| 9 décembre 1987    | San Diego        | États-Unis | San Diego Sports Arena                     |        |        |
| 10 décembre 1987   | Inglewood        | États-Unis | The Forum                                  |        |        |
| 11 décembre 1987   | Inglewood        | États-Unis | The Forum                                  |        |        |
| 12 décembre 1987   | Oakland          | États-Unis | Oakland-Alameda County Coliseum Arena      |        |        |
| 13 décembre 1987   | Oakland          | États-Unis | Oakland-Alameda County Coliseum Arena      |        |        |
| 14 décembre 1987   | Oakland          | États-Unis | Oakland-Alameda County Coliseum Arena      |        |        |
| 15 décembre 1987   | Sacramento       | États-Unis | ARCO Arena                                 |        |        |
| 16 décembre 1987   | Boise            | États-Unis | BSU Pavilion                               |        |        |
| 17 décembre 1987   | Reno             | États-Unis | Lawlor Events Center                       |        |        |
| 18 décembre 1987   | Salt Lake City   | États-Unis | Salt Palace                                |        |        |
| 20 décembre 1987   | Denver           | États-Unis | McNichols Sports Arena                     |        |        |
| Amérique du Sud    |                  |            |                                            |        |        |
| 3 janvier 1988     | Buenos Aires     | Argentine  | River Plate Stadium                        |        |        |
| 9 janvier 1988     | São Paulo        | Brésil     | Stade du Pacaembu                          |        |        |
| 10 janvier 1988    | São Paulo        | Brésil     | Stade du Pacaembu                          |        |        |
| 12 janvier 1988    | Santiago         | Chili      | Estadio Nacional                           |        |        |
| 16 janvier 1988    | Rio de Janeiro   | Brésil     | Stade Maracanã                             |        |        |
| Australie          |                  |            |                                            |        |        |
| 6 février 1988     | Sydney           | Australie  | Sydney Entertainment Centre                |        |        |
| 7 février 1988     | Sydney           | Australie  | Sydney Entertainment Centre                |        |        |
| 10 février 1988    | Brisbane         | Australie  | Brisbane Entertainment Centre              |        |        |
| 11 février 1988    | Brisbane         | Australie  | Brisbane Entertainment Centre              |        |        |
| 12 février 1988    | Sydney           | Australie  | Sydney Entertainment Centre                |        |        |
| 13 février 1988    | Sydney           | Australie  | Sydney Entertainment Centre                |        |        |
| 14 février 1988    | Sydney           | Australie  | Sydney Entertainment Centre                |        |        |
| 15 février 1988    | Sydney           | Australie  | Sydney Entertainment Centre                |        |        |
| 17 février 1988    | Melbourne        | Australie  | Melbourne Sports and Entertainment Centre  |        |        |
| 18 février 1988    | Melbourne        | Australie  | Melbourne Sports and Entertainment Centre  |        |        |
| 19 février 1988    | Melbourne        | Australie  | Melbourne Sports and Entertainment Centre  |        |        |
| 20 février 1988    | Melbourne        | Australie  | Melbourne Sports and Entertainment Centre  |        |        |
| 23 février 1988    | Perth            | Australie  | Perth Entertainment Centre                 |        |        |
| 24 février 1988    | Perth            | Australie  | Perth Entertainment Centre                 |        |        |
| 1er mars 1988      | Darwin           | Australie  | Darwin Entertainment Centre                |        |        |
| 2 mars 1988        | Darwin           | Australie  | Darwin Entertainment Centre                |        |        |
| 3 mars 1988        | Darwin           | Australie  | Darwin Entertainment Centre                |        |        |
| 4 mars 1988        | Darwin           | Australie  | Darwin Entertainment Centre                |        |        |
| 5 mars 1988        | Darwin           | Australie  | Darwin Entertainment Centre                |        |        |
| 8 mars 1988        | Sydney           | Australie  | Sydney Entertainment Centre                |        |        |
| 9 mars 1988        | Sydney           | Australie  | Sydney Entertainment Centre                |        |        |
| 10 mars 1988       | Sydney           | Australie  | Sydney Entertainment Centre                |        |        |
| Asie               |                  |            |                                            |        |        |
| 20 mars 1988       | Yokohama         | Japon      | Yokohama Stadium                           |        |        |
| 21 mars 1988       | Yokohama         | Japon      | Yokohama Stadium                           |        |        |
| 22 mars 1988       | Yokohama         | Japon      | Yokohama Stadium                           |        |        |
| 23 mars 1988       | Yokohama         | Japon      | Yokohama Stadium                           |        |        |
| 24 mars 1988       | Tokyo            | Japon      | Nippon Budokan                             |        |        |
| 25 mars 1988       | Tokyo            | Japon      | Nippon Budokan                             |        |        |
| 27 mars 1988       | Osaka            | Japon      | Osaka-jō Hall                              |        |        |
| 28 mars 1988       | Osaka            | Japon      | Osaka-jō Hall                              |        |        |
| 29 mars 1988       | Osaka            | Japon      | Osaka-jō Hall                              |        |        |
| 30 mars 1988       | Osaka            | Japon      | Osaka-jō Hall                              |        |        |

## Musiciens
- James Ralston : guitare, voix ;
- Laurie Wisefield : guitare ;
- Bob Feit : basse, voix ;
- Jack Bruno : drums ;
- Steve Scales : percussions ;
- John Miles : claviers, guitare, voix ;
- Don Snow : claviers, saxophone, voix ;
- Ollie Marland : claviers, voix ;
- Deric Dyer : saxophone, claviers.

## Enregistrements
Le concert joué au Stade Maracanã de Rio de Janeiro a été diffusé en vidéo sur VHS et DVD sous le titre Tina Live in Rio 88. Avec ce show, Tina Turner est entrée dans le Livre Guinness des records pour avoir attiré 188 000 spectateurs payants en un seul concert. Quand cette vidéo est sortie, 13 chansons suivantes avaient été coupées dans le montage final :
1. Addicted to Love
2. I Can't Stand the Rain
3. Typical Male
4. Better Be Good to Me
5. Private Dancer
6. We Don't Need Another Hero
7. What's Love Got to Do with It
8. Help
9. Let's Stay Together
10. Proud Mary
11. What You Get Is What You See
12. Break Every Rule
13. Paradise Is Here